# Diacetin
Diacetin (Glycerindiacetat) ist eine Esterverbindung von Glycerin und Essigsäure.

## Eigenschaften
Diacetin ist eine farblose, leicht ölige Flüssigkeit und mit Wasser mischbar.

## Verwendung
In der Lebensmittelindustrie wird es als Aromenträger verwendet.
Es wird wegen seiner hygroskopischen Wirkung auch als Feuchthaltemittel verwendet.
Es ist in der EU als Lebensmittelzusatzstoff ausschließlich für Aromen zugelassen und trägt die Bezeichnung E 1517.